# Jabberwocky (Film)
Jabberwocky ist ein Spielfilm aus dem Jahr 1977 von Terry Gilliam mit Bezug zum Gedicht Jabberwocky von Lewis Carroll. Charles Alverson und Terry Gilliam schrieben das Drehbuch. Der Film startete am 15. Dezember 1977 in den deutschen Kinos.

## Handlung
Der Film beschreibt die Geschichte von Dennis Cooper (Küfer mit Gesellenabschluss). Er lebt mit seinem Vater in einem kleinen Dorf und träumt davon, die Welt durch seine Ideen zu verbessern. Als sein Vater stirbt, zieht es Dennis in die Stadt, weg von seiner Liebsten hin zu Ansehen und Verdienst. 
Dabei gerät er in so manches Abenteuer. Auch gegen den gefährlichen Jabberwocky (ein drachenartiges Ungeheuer), der die Wälder um die Stadt unsicher macht. Als er diesen schließlich besiegt und damit die mittelalterliche Welt wieder ein bisschen sicherer macht, wird er endlich von seiner Liebsten (Griselda) respektiert, gewinnt aber gleichzeitig das Herz der Prinzessin des Reiches, die in romantische Schwelgerei verfallen ihr Dasein im noch stehenden Turm der Burg fristet.

## Hintergrund
Terry Gilliam parodiert mit diesem Film die mittelalterliche Zeit und die verklärten Vorstellungen, die heute darüber herrschen: 
- verfallende Gebäude
- fehlende Hygiene
- beschränkter Erkenntnishorizont der Menschen
- monarchische Herrschaft
- Ritterspiele und Ritterdasein
- Aberglaube und Religion uvm.

Bei der Burg, die als Kulisse diente, handelt es sich um das schottische Doune Castle aus dem 14. Jh. 
Das Budget betrug ca. 500.000 US-Dollar.

## Kritik
„Mit Bezügen zur Neuzeit gespickte Satire auf die 'guten alten Zeiten', ausgezeichnet besetzt, in der Ausstattung verblüffend echt, aber mit merklichen Längen. Der makabre, oft die Grenzen des Zynismus streifende Humor ist sicher nicht jedermanns Sache.“

„Jabberwocky (1977), Gilliams erste alleinige Regie-Arbeit, sollte eine 'Antwort' auf die amerikanischen Monsterfilme in der Art des Weißen Hais sein, die Fortsetzung der [von den Pythons gedrehten] Mittelalter-Fantasie [Die Ritter der Kokosnuß, (1974)] und eine erste Exemplifizierung eines seiner späteren Leitmotive: Angst als Motor für Macht und Bereicherung. Das Monster Jammerwoch (sehr frei nach Lewis Carrols Gedicht) macht in Terry Gilliams Mittelalter alles, was schon schlimm genug ist, noch schlimmer, aber nicht schlimm genug, als dass man an den Opfern nicht auch noch verdienen könnte. Einen Monsterfilm mit Herz nannte Vincent Canby damals in der New York Times Gilliams Film. Das wäre durchaus ein gefälliges Programm gewesen. Das Herz aber war, so sah es die Kritik in Europa, 'antikapitalistisch'.“